# Баварец 2
Баварец 2 (на руски: Бумер 2) е руски криминален филм от 2006 година на режисьора Пьотър Буслов, продължение на Баварец от 2003 г.

## Актьорски състав
- – Владимир Вдовиченков
- – Андрей Мерзликин
- – Светлана Устинова
- – Николай Олялин
- – Александър Голобьов
- – Александър Цуркан
- – Максим Коновалов
- – Олег Протасов
- – Феликс Антипов
- – Алексей Филимонов
- – Дмитрий Персин
- – Игор Арташонов